# S:t Sebastian (Perugino)
S:t Sebastian är en oljemålning av den italienske renässanskonstnären Pietro Perugino. Den utfördes omkring 1485 och ingår sedan 1928 i Nationalmuseums samlingar i Stockholm. 
Helgonet har blicken riktad mot himlen, ett ansiktsuttryck som är typiskt för Peruginos konst. Sebastian är ett kristet helgon som dog martyrdöden cirka 280. Enligt sentida legender var han ledare för kejsar Diocletianus livvakt. På grund av sin kristna tro dömdes han till döden och sköts med tusentals pilar men överlevde, och då slogs ihjäl med klubbor. Han framställs ofta som en vacker halvnaken yngling, bakbunden och genomborrad av pilar. Som helgon åkallades han vid sjukdom och pestutbrott.